# Doanh nghiệp nhỏ và vừa
Doanh nghiệp siêu nhỏ,nhỏ và vừa hay còn gọi thông dụng là doanh nghiệp vừa và nhỏ là những doanh nghiệp có quy mô nhỏ bé về mặt vốn, lao động hay doanh thu. Doanh nghiệp nhỏ và vừa có thể chia thành ba loại cũng căn cứ vào quy mô đó là doanh nghiệp siêu nhỏ (micro), doanh nghiệp nhỏ và doanh nghiệp vừa. Theo tiêu chí của Nhóm Ngân hàng Thế giới, doanh nghiệp siêu nhỏ là doanh nghiệp có số lượng lao động dưới 10 người, doanh nghiệp nhỏ có số lượng lao động từ 10 đến dưới 200 người và nguồn vốn 20 tỷ trở xuống, còn doanh nghiệp vừa có từ 200 đến 300 lao động nguồn vốn 20 đến 100 tỷ. Ở mỗi nước, người ta có tiêu chí riêng để xác định doanh nghiệp nhỏ và vừa ở nước mình. Ở Việt Nam, theo Điều 6, Nghị định số 39/2018/NĐ-CP ngày 11/03/2018 của Chính phủ, quy định:
1. Doanh nghiệp siêu nhỏ trong lĩnh vực nông nghiệp, lâm nghiệp, thủy sản và lĩnh vực công nghiệp, xây dựng có số lao động tham gia bảo hiểm xã hội bình quân năm không quá 10 người và tổng doanh thu của năm không quá 3 tỷ đồng hoặc tổng nguồn vốn không quá 3 tỷ đồng.
Doanh nghiệp siêu nhỏ trong lĩnh vực thương mại, dịch vụ có số lao động tham gia bảo hiểm xã hội bình quân năm không quá 10 người và tổng doanh thu của năm không quá 10 tỷ đồng hoặc tổng nguồn vốn không quá 3 tỷ đồng.
2. Doanh nghiệp nhỏ trong lĩnh vực nông nghiệp, lâm nghiệp, thủy sản và lĩnh vực công nghiệp, xây dựng có số lao động tham gia bảo hiểm xã hội bình quân năm không quá 100 người và tổng doanh thu của năm không quá 50 tỷ đồng hoặc tổng nguồn vốn không quá 20 tỷ đồng, nhưng không phải là doanh nghiệp siêu nhỏ theo quy định tại khoản 1 Điều này.
Doanh nghiệp nhỏ trong lĩnh vực thương mại, dịch vụ có số lao động tham gia bảo hiểm xã hội bình quân năm không quá 50 người và tổng doanh thu của năm không quá 100 tỷ đồng hoặc tổng nguồn vốn không quá 50 tỷ đồng, nhưng không phải là doanh nghiệp siêu nhỏ theo quy định tại khoản 1 Điều này.
3. Doanh nghiệp vừa trong lĩnh vực nông nghiệp, lâm nghiệp, thủy sản và lĩnh vực công nghiệp, xây dựng có số lao động tham gia bảo hiểm xã hội bình quân năm không quá 200 người và tổng doanh thu của năm không quá 200 tỷ đồng hoặc tổng nguồn vốn không quá 100 tỷ đồng, nhưng không phải là doanh nghiệp nhỏ, doanh nghiệp siêu nhỏ theo quy định tại khoản 1, khoản 2 Điều này.
Doanh nghiệp vừa trong lĩnh vực thương mại, dịch vụ có số lao động tham gia bảo hiểm xã hội bình quân năm không quá 100 người và tổng doanh thu của năm không quá 300 tỷ đồng hoặc tổng nguồn vốn không quá 100 tỷ đồng, nhưng không phải là doanh nghiệp siêu nhỏ, doanh nghiệp nhỏ theo quy định tại khoản 1, khoản 2 Điều này.

## Vai trò
Ở mỗi nền kinh tế quốc gia hay lãnh thổ, các doanh nghiệp nhỏ và vừa có thể giữ những vai trò với mức độ khác nhau, song nhìn chung có một số vai trò tương đồng như sau:
- Giữ vai trò quan trọng trong nền kinh tế: các doanh nghiệp nhỏ và vừa thường chiếm tỷ trọng lớn, thậm chí áp đảo trong tổng số doanh nghiệp (Ở Việt Nam chỉ xét các doanh nghiệp có đăng ký thì tỷ lệ này là trên 95%). Vì thế, đóng góp của họ vào tổng sản lượng và tạo việc làm là rất đáng kể.
- Giữ vai trò ổn định nền kinh tế: ở phần lớn các nền kinh tế, các doanh nghiệp nhỏ và vừa là những nhà thầu phụ cho các doanh nghiệp lớn. Sự điều chỉnh hợp đồng thầu phụ tại các thời điểm cho phép nền kinh tế có được sự ổn định. Vì thế, doanh nghiệp nhỏ và vừa được ví là thanh giảm sốc cho nền kinh tế.
- Làm cho nền kinh tế năng động: vì doanh nghiệp nhỏ và vừa có quy mô nhỏ, nên dễ điều chỉnh (xét về mặt lý thuyết) hoạt động.
- Tạo nên ngành công nghiệp và dịch vụ phụ trợ quan trọng: doanh nghiệp nhỏ và vừa thường chuyên môn hóa vào sản xuất một vài chi tiết được dùng để lắp ráp thành một sản phẩm hoàn chỉnh.
- Là trụ cột của kinh tế địa phương: nếu như doanh nghiệp lớn thường đặt cơ sở ở những trung tâm kinh tế của đất nước, thì doanh nghiệp nhỏ và vừa lại có mặt ở khắp các địa phương và là người đóng góp quan trọng vào thu ngân sách, vào sản lượng và tạo công ăn việc làm ở địa phương.
- Đóng góp không nhỏ giá trị GDP cho quốc gia.

## Hỗ trợ thể chế đối với doanh nghiệp nhỏ và vừa
Do vai trò quan trọng của doanh nghiệp nhỏ và vừa, nhiều quốc gia đã chú trọng công tác khuyến khích loại hình doanh nghiệp này phát triển. Các hỗ trợ mang tính thể chế để khuyến khích bao gồm: các hỗ trợ nhằm tạo ra một môi trường kinh doanh thuận lợi (xây dựng và ban hành các luật về doanh nghiệp nhỏ và vừa , tạo thuận lợi trong cấp giấy phép, cung cấp thông tin, v.v...), những hỗ trợ bồi dưỡng năng lực doanh nghiệp (đào tạo nguồn lực quản lý, hỗ trợ về công nghệ, v.v...), và những hỗ trợ về tín dụng (thành lập ngân hàng chuyên cho doanh nghiệp nhỏ và vừa vay, bảo lãnh tín dụng cho doanh nghiệp, thành lập các công ty đầu tư mạo hiểm, v.v...), và những hỗ trợ khác (như mặt bằng kinh doanh). Đến nay, DNNVV chiếm 96,7% tổng số doanh nghiệp cả nước . Khối này tạo ra đến 40% tổng sản phẩm quốc nội, tạo ra hơn 1 triệu việc làm mới mỗi năm, chủ yếu mang lại lợi ích đặc biệt cho nguồn lao động chưa qua đào tạo. Trong nhiều năm tới, khối DNVVN vẫn là động cơ chạy chính cho nền kinh tế Việt Nam. Nhưng cũng phải thừa nhận một thực tế, là khối này cũng chỉ phát triển mạnh trong những lĩnh vực có tỷ suất lợi nhuận khiêm tốn, công nghệ thấp do không có lợi thế về quy mô (tiềm lực tài chính, địa bàn hoạt động, thị phần…) mà thường tập trung vào các vấn đề như lựa chọn mục tiêu kinh doanh phù hợp với khả năng, ổn định, củng cố thị phần đã có hay phát triển thị trường từng bước và có chọn lọc khâu, điểm đột phá thuận lợi nhất. Các DNVVN vẫn phải tự vận động và liên kết để hợp tác kinh doanh mà thiếu vắng vai trò rõ nét của chính sách nhà nước.